# Clark Our New Thread
O Clark Our New Thread, mais conhecido como Clark O.N.T., era um time de futebol americano patrocinado pela Clark Thread Company . A equipe competiu na American Cup, vencendo os três primeiros campeonatos. Ao lado do Fall River Rovers, eles são considerados os clubes de maior sucesso no final da década de 1880 no futebol americano. 

## História

### Nome
Fundado em 15 de novembro de 1883, em uma reunião de 150 funcionários, o primeiro presidente e vice-presidente eleito foram Campbell Clark e William Clark Jr., respectivamente. A Clark Thread Company nomeou originalmente seu time de futebol Clark Our New Thread (Clark ONT) como parte de uma campanha de marketing que introduz um novo produto. Quando o produto foi estabelecido, a empresa renomeou sua equipe atlética para Clark AA mais simples. Enquanto a fábrica da Clark Thread Company estava originalmente localizada em Newark, na margem oeste do rio Passaic, a equipe jogava no Clark Field, localizado no lado leste de o rio, uma área conhecida como East Newark . 

### Concorrência
A equipe começou a jogar em fevereiro de 1884 e depois ganhou a primeira American Cup, que começou no final de outubro daquele ano. Ele venceu os próximos dois campeonatos da copa, dando-lhe o direito de se chamar a primeira dinastia do futebol americano. Seu segundo título seguiu uma bem-sucedida campanha de beisebol, na qual venceram o campeonato da Liga de Essex. A temporada de críquete teve muito menos sucesso, terminando com um recorde de 2 vitórias e 9 derrotas com 2 empates. 

### Time Nacional
Além dos recordes da liga e da copa, o Clark O.N.T. participou dos dois primeiros jogos internacionais, agora não oficiais, dos EUA. A American Football Association patrocinou dois jogos com a equipe nacional do Canadá em 1885. Em 28 de novembro de 1885, Clark contribuiu com seu campo e cinco de seus jogadores para o jogo, vencido pelo Canadá. O árbitro também foi fornecido pelo O.N.T. 